# Ptychoptera daimio
Ptychoptera daimio är en tvåvingeart som beskrevs av Alexander 1921. Ptychoptera daimio ingår i släktet Ptychoptera och familjen glansmyggor. Inga underarter finns listade i Catalogue of Life.